# Leland Sklar
Leland Bruce "Lee" Sklar (Milwaukee, 28 de maio de 1947) é um músico baixista, conhecido por tocar com grandes nomes da música, tais como Phil Collins, Toto, Era, entre outras bandas. Sklar contribuiu com mais de 2.000 álbuns como um músico de sessão. Ele colaborou com vários artistas bem conhecidos e gravou trilhas sonoras para filmes e programas de televisão.

## Juventude e começo de carreira
Sklar estudou na Universidade Estadual da Califórnia, Northridge. Foi durante esse tempo que conheceu James Taylor, que o convidou para tocar baixo em alguns locais. Ambos pensaram que o trabalho seria de curto prazo, mas logo a carreira de Taylor decolou com seus primeiros registros de sucesso, e Sklar entrou no centro das atenções. Ele foi logo convidado a gravar com outros, e sua longa carreira começou.

## Equipamentos
O instrumento favorito de Sklar é um baixo montado de várias partes e consiste em um corpo de Precision Bass, um braço de Jazz Bass com trastes de bandolim e dois captadores de Precision Bass. Ele tem sido usado em 90% de suas gravações e ele se refere a ele como o "Frankenstein bass".
"Eu tinha um baixo construído em 1973 por John Carruthers. O que aconteceu foi, eu tinha um braço de Precision - nenhum corpo, mas o braço era muito bom - e usamos como modelo o meu Jazz '62 e remodelamos meu braço de Precision para ele."
"Quando Charvel começou, eu fui lá e vi um monte de corpos de amieiro agradável, e eu pendurei-os em fios e bati neles até que eu encontrei  que realmente ressonou. Então eu levei esse corpo para John e fizemos um baixo. É um pouco do meu Frankenstein."
"Eu tenho captadores EMG de primeira geração, também tenho dois conjuntos de captadores Precision, e eu os instalei onde os captadores do Jazz Bass iriam originalmente, mas inverti a posição deles, o que é totalmente diferente. O braço, nós tínhamos que remover os trastes, e acabamos por substituí-los com trastes de bandolim, que são mais finos. Não sabíamos se ele iria funcionar, mas acabou ótimo. Então esse foi o meu principal baixo desde cerca de 1983. "
Em 2004, Sklar começou a tocar um baixo de corda modelo 5 feito por Dingwall Guitars  de Saskatoon, Saskatchewan, Canadá. Este era seu principal baixo na excursão e usou-os em várias gravações. O baixo usa fender-frets que resultam em cordas baixas mais longas e cordas mais curtas.
Em 2010, Sklar começou a tocar o Warwick Star Bass II, que desde então se tornou o seu principal baixo no estúdio. 
Em 2010, Sklar juntou-se à Troubadour Reunion Tour acompanhando James Taylor e Carole King.
Em 2013, depois de anos de ter sido um usuário Warwick Star Bass II, ele se tornou um endossante desse instrumento. 
No inverno NAMM 2016 Warwick anunciou seu baixo Lee da assinatura de Sklar baseado no baixo da estrela mas com uma forma de corpo deslocada e um contorno do antebraço. Dingwall ainda produzir sua assinatura com eles que ele ainda usa para 5 finalidades da corda.